# Riesenkratzer
Der Riesenkratzer (Macracanthorhynchus hirudinaceus) ist eine Art der Kratzwürmer (Acanthocephala), der als Darmparasit vor allem in Wild- und Hausschweinen lebt und bei diesen die Macracanthorhynchose des Schweines auslöst. Zudem ist er ein potenzieller Darmparasit des Menschen, den er zwar befällt und Darmperforationen auslösen kann, in ihm aber nicht geschlechtsreif wird und entsprechend keine Eier produziert.

## Merkmale
Weibliche Riesenkratzer erreichen eine Körperlänge von bis zu 70 Zentimetern, die Männchen bleiben dabei mit maximal etwa neun Zentimetern deutlich kleiner. Die Tiere besitzen einen glatten Körper, der ventral eingebogen ist. Der Rüssel (Proboscis) ist im Verhältnis zum Körper relativ klein und ei- bis kugelförmig und besitzt sechs spiralig angelegte Hakenreihen aus jeweils fünf bis sechs Haken, wobei die Haken an der Rüsselbasis besonders klein sind. Entsprechend dem kleinen Rüssel sind auch die Rüsselscheide und die bandförmigen Lemnisken nur relativ kurz ausgebildet. 
Die Weibchen besitzen wie alle Archiacanthocephala einen dorsalen und einen ventralen Ligamentsack im Pseudocoel, deren Wände sich im Gegensatz zu denen der Palaeacanthocephala nicht auflösen, außerdem besitzen die Riesenkratzer Protonephridien. Die acht Zementdrüsen der Männchen sind paarig angeordnet liegen sehr nah beieinander, die Hoden liegen weit vorne im Rumpf der Tiere.
Die Eier sind oval mit einer dicken, mehrlagigen Eischale und besitzen eine Oberfläche mit deutlicher netzförmiger Struktur aus mehreren Leisten und Dellen. Sie haben eine Länge von 85 bis 95 und eine Breite von 51 bis 56 Mikrometern.

## Lebensweise
Der Riesenkratzer lebt als ausgewachsenes Tier als Darmparasit im Darm von Schweinen, kann jedoch auch in sehr seltenen Fällen Menschen und Hunde infizieren. Die Weibchen legen täglich etwa 80.000 Eier ab, wodurch die Vermehrungsquote sehr hoch ist. Diese Eier beinhalten bereits das erste Larvenstadium der Kratzwürmer, den Acanthor.
Die Eier gelangen mit dem Kot der Schweine auf und in den Boden und werden dort von verschiedenen Käferlarven aufgenommen. Als Zwischenwirte dienen vor allem Larven der Blatthornkäfer (Scarabaeidae) und der Laufkäfer (Carabidae), vor allem Mai-, Juni- oder Rosenkäfer. Im Zwischenwirt erfolgt die Entwicklung bis zum Acanthella- und Cystacanthus-Stadium, in dem die Larven vom weidenden und wühlenden Schwein mit dem Engerling als Nahrung aufgenommen werden. Die Präpatenz, also die Zeit von der Aufnahme bis zur Ansiedlung des Parasiten und zum ersten Einachweis, dauert bei dieser Art etwa 10 bis 11 Wochen.
Im Darm bohrt sich der Kratzer mit Hilfe des hakenbewehrten Rüssels tief in das Muskelgewebe des Dünndarms, die Tunica muscularis, ein und verhakt sich dort. Durch diesen mechanischen Vorgang kommt es zu starken Blutungen (Hämorrhagien), einer Erhöhung der Anzahl eosinophilen Granulozyten im Blut zur Parasitenabwehr (Eosinophilie) und zu einer Erhöhung des Bindegewebswachstums (Bindegewebsproliferation) im Bereich des angegriffenen Darmbereichs, der dann bereits äußerlich aufgrund der knöpfchenartigen Verdickung erkennbar ist. Bei stärkeren Infektionen können vor allem bei jüngeren Schweinen außerdem Entwicklungsstörungen durch Mangelernährung, Blutarmut (Anämie), Durchfall, Fressunlust und Schmerzreaktionen auftauchen.

## Relevanz als Parasit
Hauptartikel: Macracanthorhynchose des Schweines
Die Macracanthorhynchose des Hausschweines ist vor allem in Ländern und Regionen anzutreffen, in denen Schweine in offener Weidehaltung gehalten werden. In den meisten Regionen Mitteleuropas, in denen Schweinehaltung heute als intensive Stallhaltung betrieben wird, kommt sie dagegen nicht vor. International ist die Macracanthorhynchose eine sehr häufig anzutreffende Parasitose.